# Ангел Ангелов (генерал, р. 1930)
Вижте пояснителната страница за други личности с името Ангел Ангелов.
Ангел Найденов Ангелов е български офицер, генерал-лейтенант. Безпартиен

## Биография
Роден е на 16 ноември 1930 г. в ловешкото село Лешница . Завършва гимназия в Ловеч през 1948 г. и Висшето народно военно училище във Велико Търново през април 1951 г. (72-ри випуск). Военната му служба започва в 19-и полк в Разград като командир на рота, но поради липса на командир на 2-ри батальон скоро след това става негов командир. През 1960 г. завършва Военната академия в София. След завършване на Военната академия е назначен за началник-щаб на Деветнадесети стрелкови полк в Шумен.
Между 1961 и 1963 г. е началник-щаб на танков полк в двадесет и четвърта танкова бригада. От 1964 г. е началник на Оперативното отделение на бригадата.
От есента на 1967 г. е полковник, септември 1984 г. е генерал-майор, а от 1986 г. генерал-лейтенант.
От 1968 г. е старши помощник-началник на оперативния отдел в Оперативното управление на Генералния щаб. В периода 1973 – 1975 г. учи във Военната академия на Генералния щаб на СССР. След като се завръща е назначен за началник на оперативния отдел в Оперативното управление и заместник-началник на Оперативното управление. Остава на този пост до 1983 г. Между 1983 и 1984 г. е началник-щаб на втора армия в Пловдив. През 1984 г. преминава 2-месечен курс във Военната академия на Генералния щаб. Между декември 1984 и февруари 1985 г. е началник на Оперативното управление в Командване на Сухопътните войски. В периода февруари 1985 – 1988 г. е началник-щаб на Сухопътните войски. От 1988 до 1989 г. е първи заместник-командващ Сухопътните войски. Между 27 декември 1989 – 16 ноември 1990 е командир на трета армия в Сливен.
В периода 9 ноември 1990 – 2 август 1991 г. е командващ Сухопътните войски на Република България.
От 1991 до 2001 г. е председател на Съюза на офицерите и сержантите от запаса и резерва (СОСЗР).
През 2011 г. е награден с почетен знак „Свети Георги І степен“.

## Образование
- Висше народно военно училище „Васил Левски“ – до април 1951
- Военна академия в София – до 1960
- Военната академия на Генералния щаб на СССР (1973 – 1975)
- Военната академия на Генералния щаб на СССР (1984)